# Corey Parker
Corey Parker (ur. 8 lipca 1965 w Nowym Jorku) – amerykański aktor telewizyjny i filmowy.

## Biografia
Jego młodsza o cztery lata siostra Noelle jest także aktorką.
Kiedy jego matka, agentka i aktorka Rocky Parker, w 1987 roku wyszła za mąż za aktora Patricka Dempseya, Corey miał 22 lata. Ojczym Dempsey był młodszy od swojego pasierba o niespełna rok.
Zanim został aktorem dostarczał gazety w Nowym Jorku i pracował w biurze obsługi klienta przy Crunch Fitness w Stone Mountain, w stanie Georgia.
Po raz pierwszy na dużym ekranie pojawił się w horrorach: Krzyk w ciemnościach (Scream For Help, 1984) i Piątek, trzynastego V: Nowy początek (Friday the 13th: A New Beginning, 1985). Następnie wystąpił u boku Kim Basinger i Mickeya Rourke’a w melodramacie 9 i pół tygodnia (Nine 1/2 Weeks, 1986) jako portier. Przyjął rolę Arnolda Epsteina w komedio-dramacie Biloxi Blues (1988), gdzie głównych bohaterów odtwarzali Matthew Broderick i Christopher Walken. Zagrał autentyczną postać Eddiego Fishera – artysty wokalnego pochodzenia żydowskiego w biograficznym filmie telewizyjnym Liz: Historia Elizabeth Taylor (Liz: The Elizabeth Taylor Story, 1995) z Sherilyn Fenn w roli tytułowej.
W 1988 roku ożenił się z australijską aktorką Lindą Kerridge, lecz po latach się rozstali; mają jedno dziecko. 8 lipca 1995 roku wziął powtórnie ślub z Angelą, z którą ma jedno dziecko. W 2003 roku zamieszkali razem w Santa Monica.

## Filmografia
- 1984: Krzyk w ciemnościach (Scream for Help) jako Josh Dealey
- 1985: Piątek trzynastego V: Nowy początek (Friday the 13th: A New Beginning) Pete
- 1985: Don't Touch (TV) jako David
- 1986: Nastoletni ojciec (Teen Father, TV) jako Roy Thomas
- 1986: Willy/Milly jako Lopez
- 1986: 9 i pół tygodnia (Nine 1/2 Weeks) jako portier
- 1986: Courage (TV) jako Tony Miraldo
- 1987: At Mother’s Request (TV) jako Larry Schreuder
- 1987–1991: Thirtysomething (serial TV) jako Lee Owens
- 1988: Biloxi Blues jako Arnold Epstein
- 1989: Jak dostałem się na studia (How I Got Into College) jako Marlon Browne
- 1989: Upiór w campusie (Big Man on Campus) jako Alex
- 1990: I'm Dangerous Tonight (TV) jako Eddie
- 1990: Biały pałac (White Palace) jako Larry Klugman
- 1991: Na podbój Broadwayu (Broadway Bound, TV) jako Eugene Morris Jerome
- 1991: The Lost Language of Cranes (TV) jako Elliot Abrahams
- 1992–1993: Flying Blind (serial TV) jako Neil Barash
- 1994: Blue Skies (serial TV) jako Joel Goodman
- 1995: Liz: Historia Elizabeth Taylor (Liz: The Elizabeth Taylor Story, TV) Eddie Fisher
- 1995: Twarzą w twarz ze śmiercią (A Mother’s Prayer, TV) jako Spence Walker
- 1996: Encino Woman (TV) jako David Hosenfelt
- 1996: Pan i pani Loving (Mr. & Mrs. Loving, TV) jako Bernie Cohen
- 1996: Dotyk anioła (Touched by an Angel, serial TV) jako Henry Moskowitz
- 1997: Fool's Paradise jako Raymond „Ray” Powers
- 1997: Duże czy małe (Breast Men)
- 1998–1999: The Love Boat: The Next Wave (serial TV) jako lekarz[1] John Morgan
- 2000: Para nie do pary (Will & Grace, serial TV) jako Josh
- 2002: The End of the Bar jako Rich Garner